# Most Josefa Straky
Most Josefa Straky (dříve též Starý most) je silniční ocelový trámový most s mezilehlou mostovkou převádějící místní komunikaci přes Labe v Mělníce. Most se nachází jihozápadně od centra města a spojuje Mělník s Hořínem a Brozánkami. Most byl postaven v roce 1938 na místě staršího mostu z roku 1888 a jelikož jde o první celosvařovanou mostní konstrukci na českém území, je most chráněn jako nemovitá kulturní technická památka. Po otevření Nového mostu na silnici I/16 v roce 1993 dopravní význam starého mostu poklesl a slouží tak pouze lokální dopravě. Most nese jméno Josefa Straky, veslaře a olympionika původem z Mělníka.
Délka mostu činí 254 metrů, nejdelší pole má rozpětí 63 metrů.

## Historie

### Původní most
V místě dnešního mostu existoval od středověku brod Rybáře, brod však byl v průběhu staletí nahrazen praktičtějším přívozem. Na sklonku 19. století bylo rozhodnuto o výstavbě mostu, který by tento přívoz nahradil, vypracování projektu mostu se zhostil ing. Josef Maýr. Stavba ocelového nýtovaného příhradového mostu byla zahájena 17. května 1887, během kopání základů se nalezla studna a v ní pozlacená monstrance z 15. století, která dnes tvoří součást sbírek městského muzea. Základní kámen mostu pak byl slavnostně posvěcen 31. července 1887. Most stál na pilířích obložených žulovými kvádry, dva z nich stály přímo v korytě řeky a byly chráněny ledolamy tvořenými jedlovými kmeny na kovové konstrukci. Most o celkové délce 255 m měl čtyři pole o rozpětích přesahujících 60 m, příhradovou konstrukci dodaly Českomoravské strojírny v Libni, součástí stavby byl i menší, dnes již neexistující, inundační most přes mlýnskou strouhu u Brozánek o jednom poli s rozpětím 47 m. Celá výstavba trvala rok a půl a vyžádala si cenu 365 675 zlatých, most pak byl slavnostně otevřen 25. listopadu 1888.
Za využití mostu se vybíralo mýtné, mýtnice byla zřízena na mělnickém břehu. Od výběru mýta byli osvobozeni četníci, vojáci, poštmistři a také školou povinné děti, ostatní pěší platili za přechod mostu 2 krejcary, za povoz se dle jeho velikosti vybíralo 8 či 16 krejcarů a za kus dobytka 8 krejcarů. Za první rok provozu mostu mýtné zaplatilo 278 tisíc osob, poplatek byl vybrán i za 34 tisíc povozů a 10,5 tisíce kusů dobytka, takové počty tehdy předčily očekávání. Most krátce po výstavbě přečkal povodeň v roce 1890. Mýtné pak v nějakém období vybíráno nebylo, bylo totiž znovu zavedeno v roce 1934 souvislosti s hospodářskou krizí. V  roce 1937 padlo za éry starosty Josefa Tykala rozhodnutí o výměně nosné konstrukce.

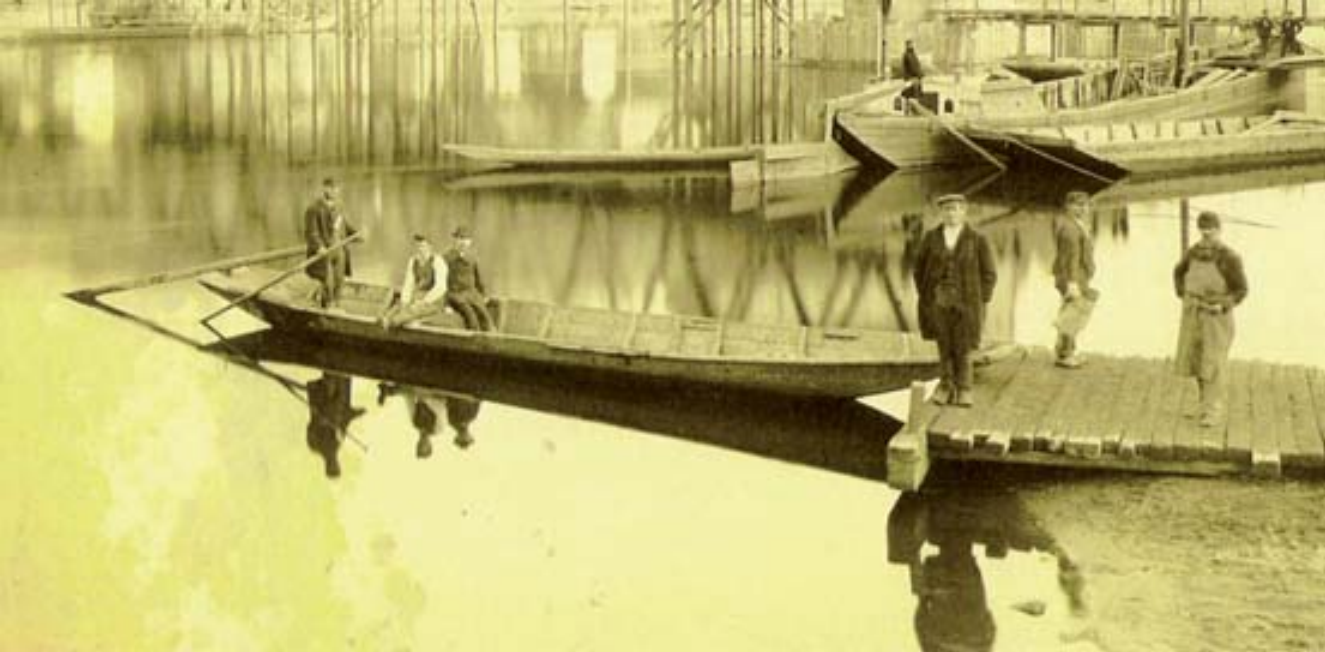
Přívoz Rybáře, 1888
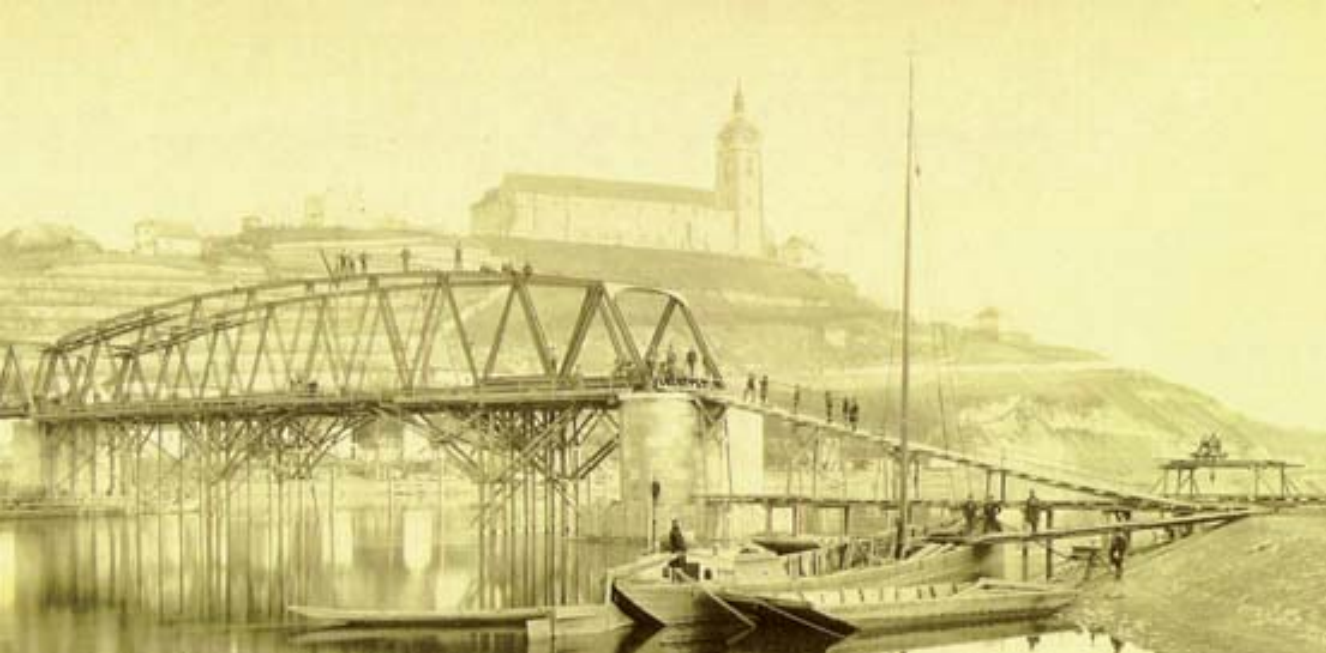
Výstavba původního mostu, 1888
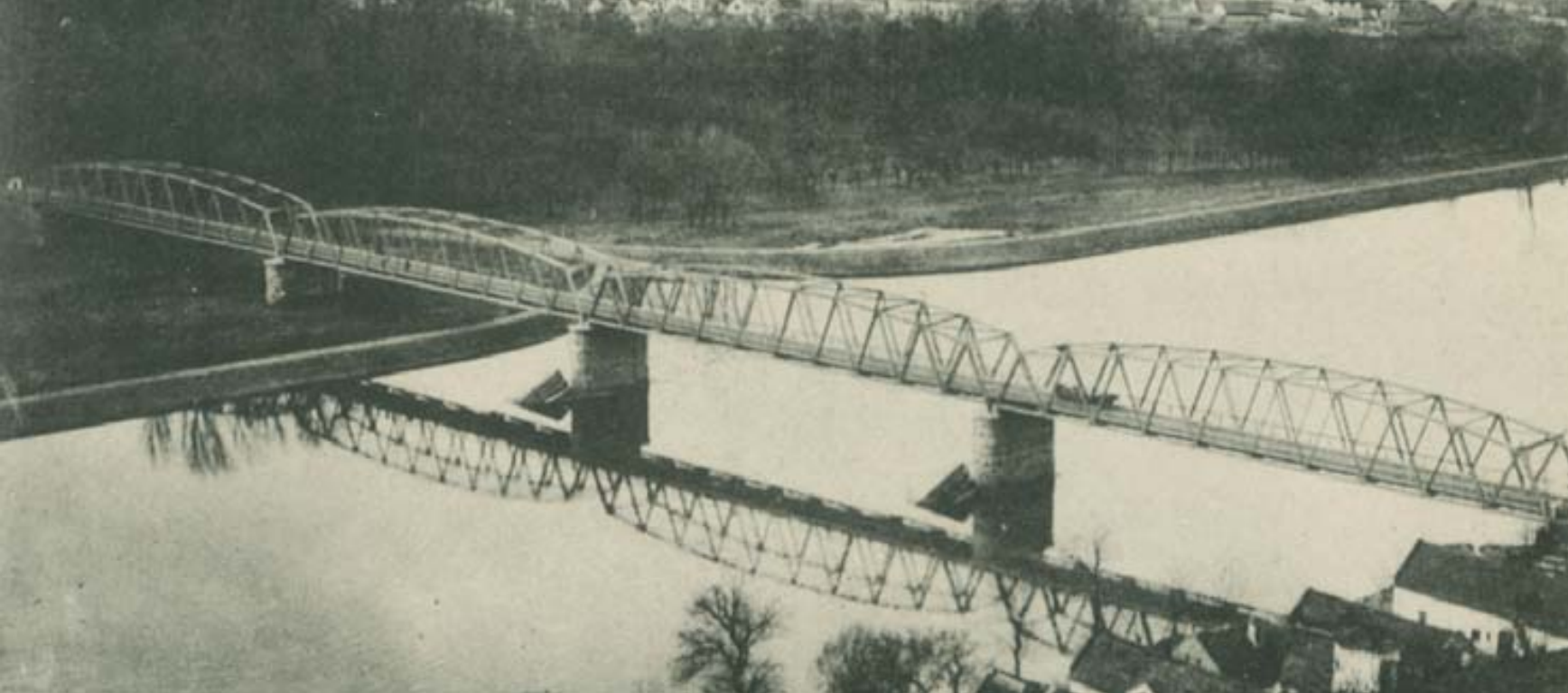
Starý most ze zámku, 1899
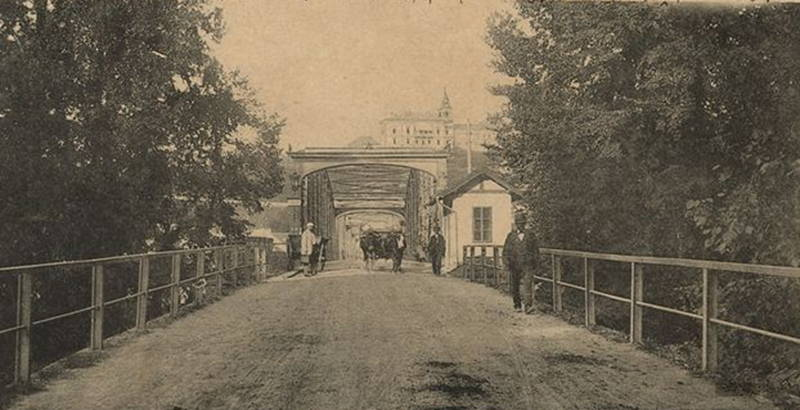
Starý most z hořínského předmostí
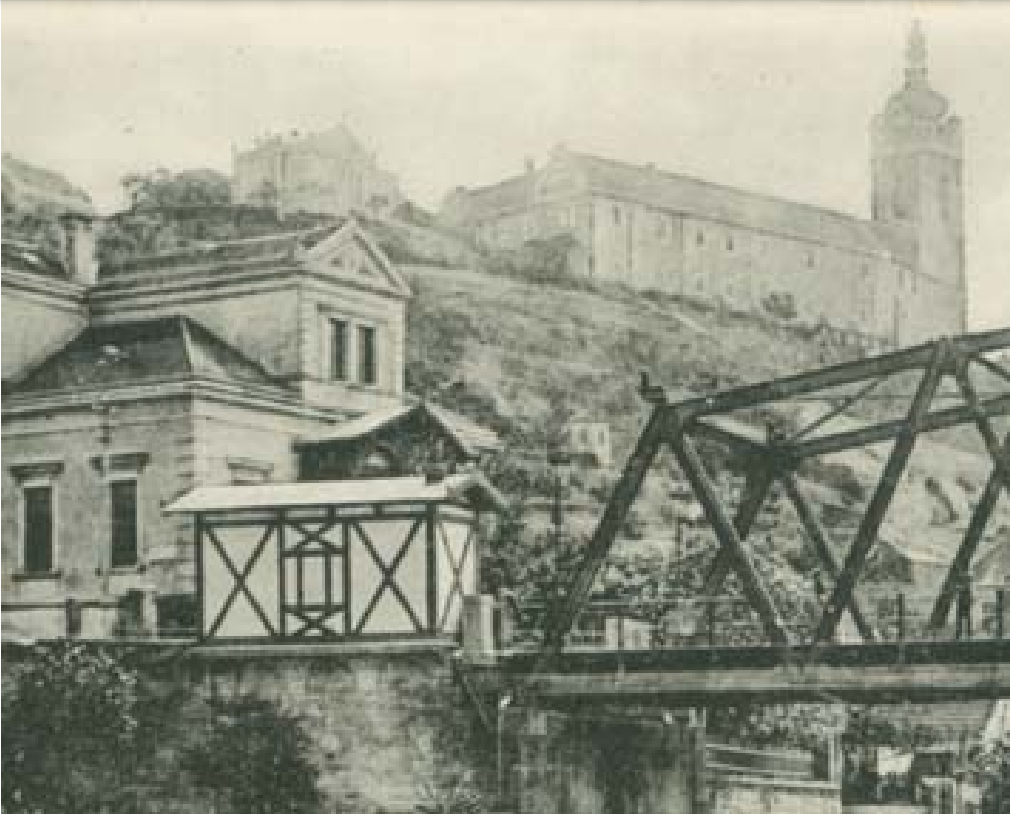
Mýtnice u mostu, 1899
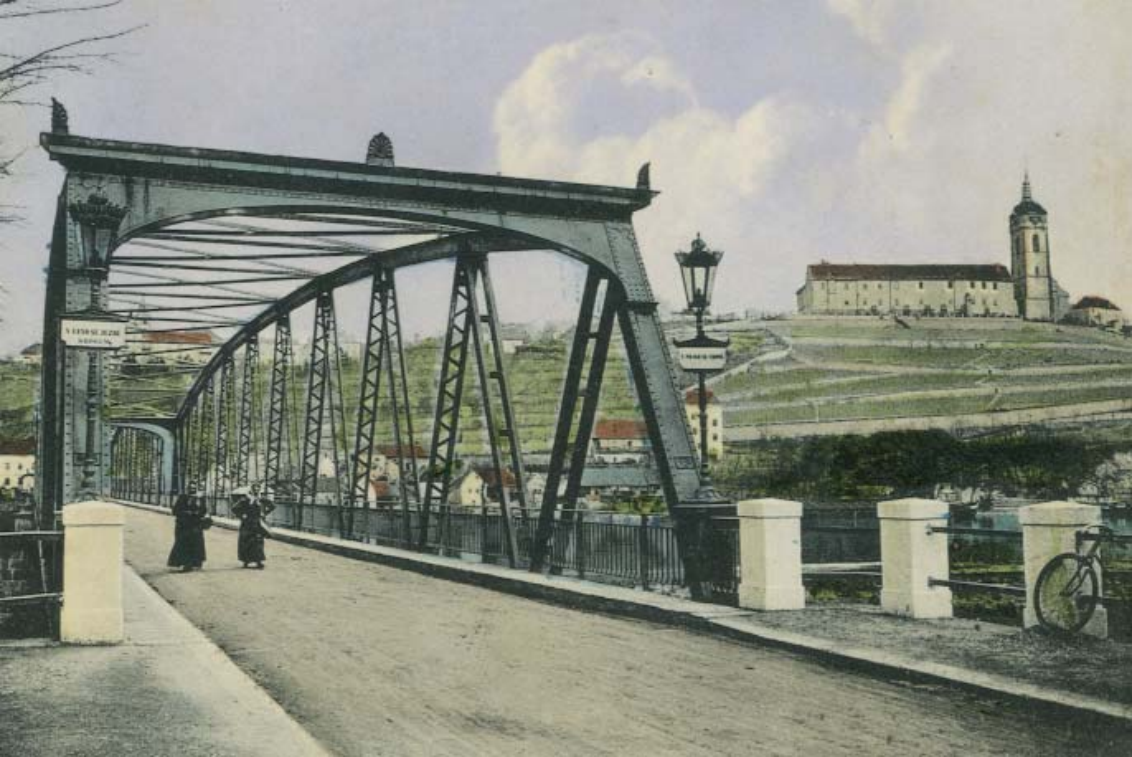
Most v roce 1909
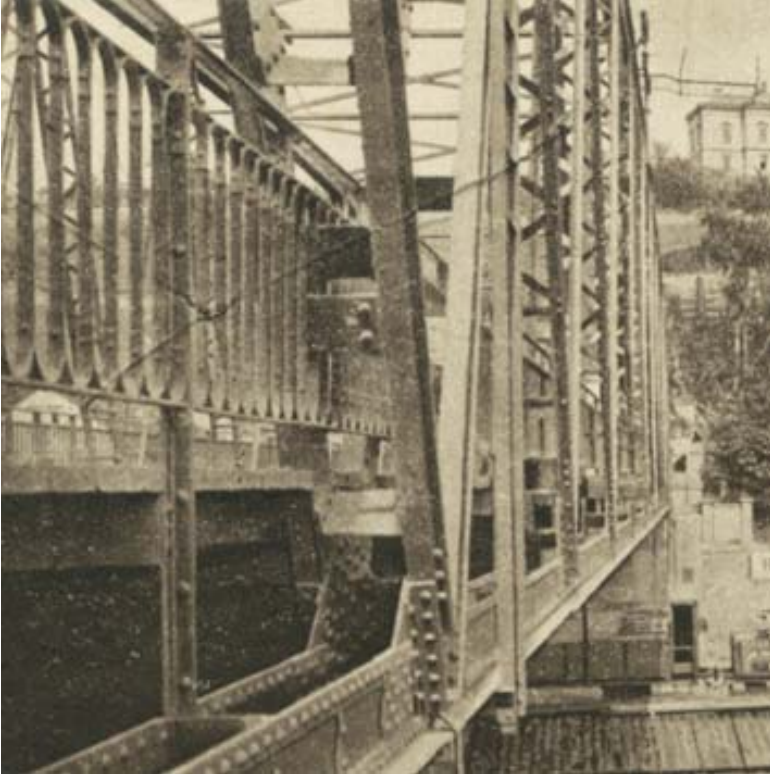
Detail nýtované konstrukce, 1925
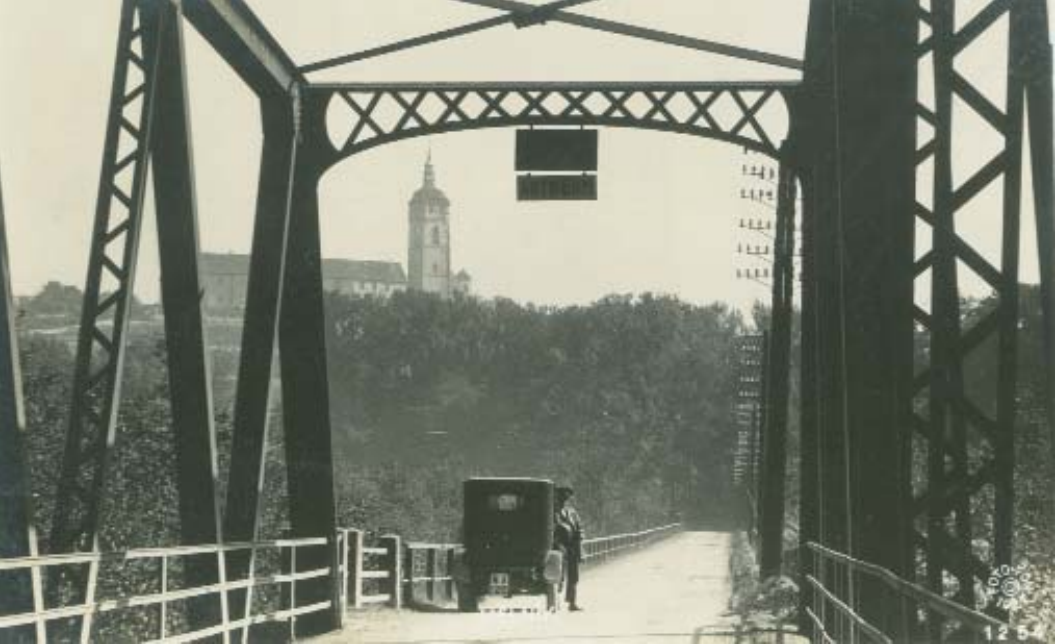
Most Brozánky, 1927

### Současná konstrukce

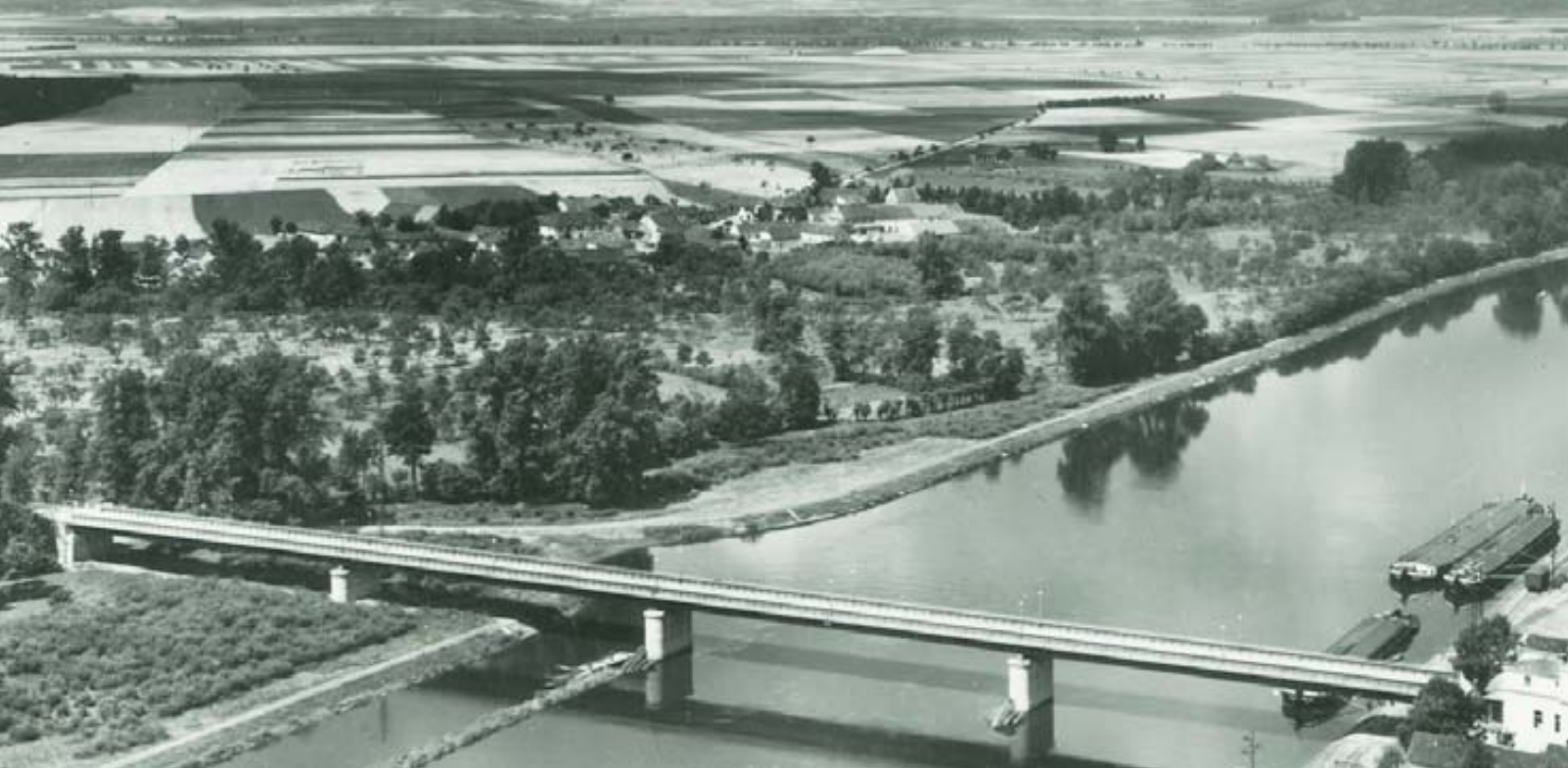
Současný most v roce 1940, pohled ze zámku

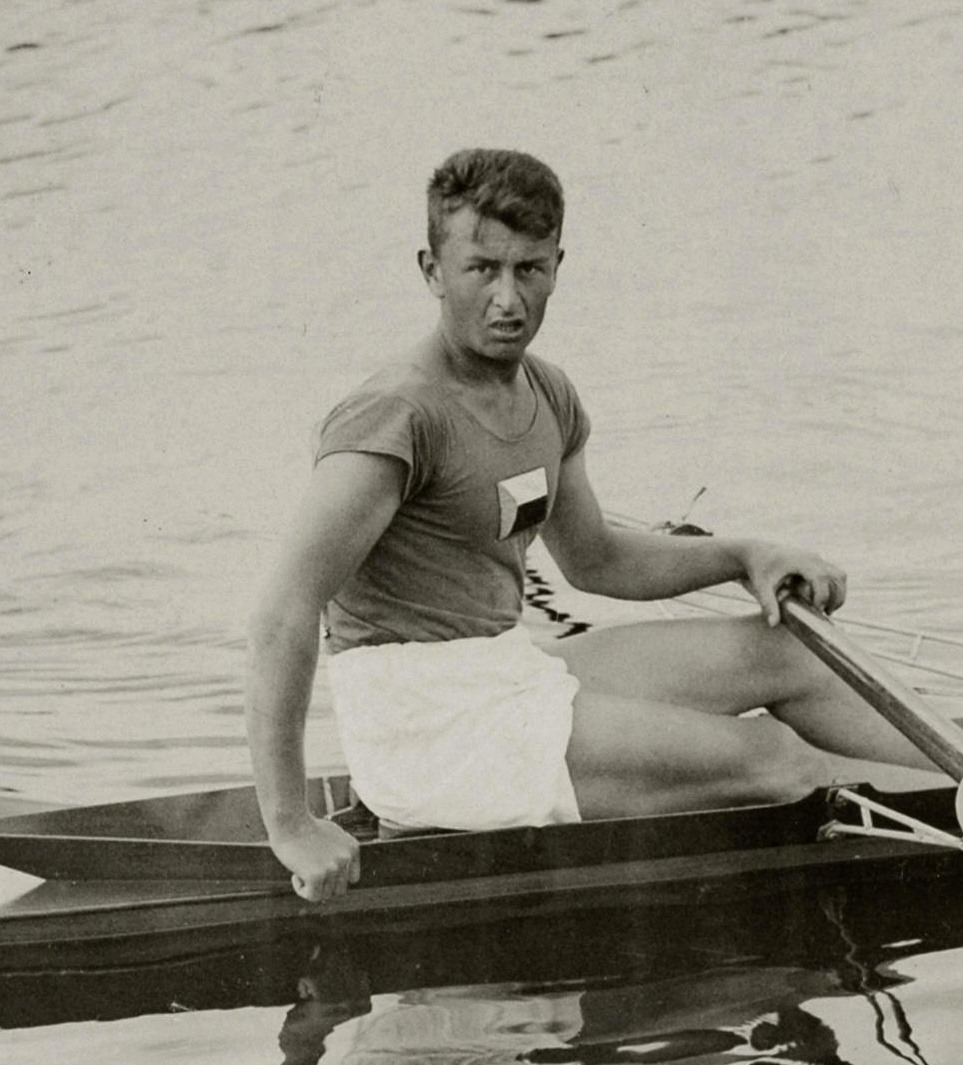
Josef Straka

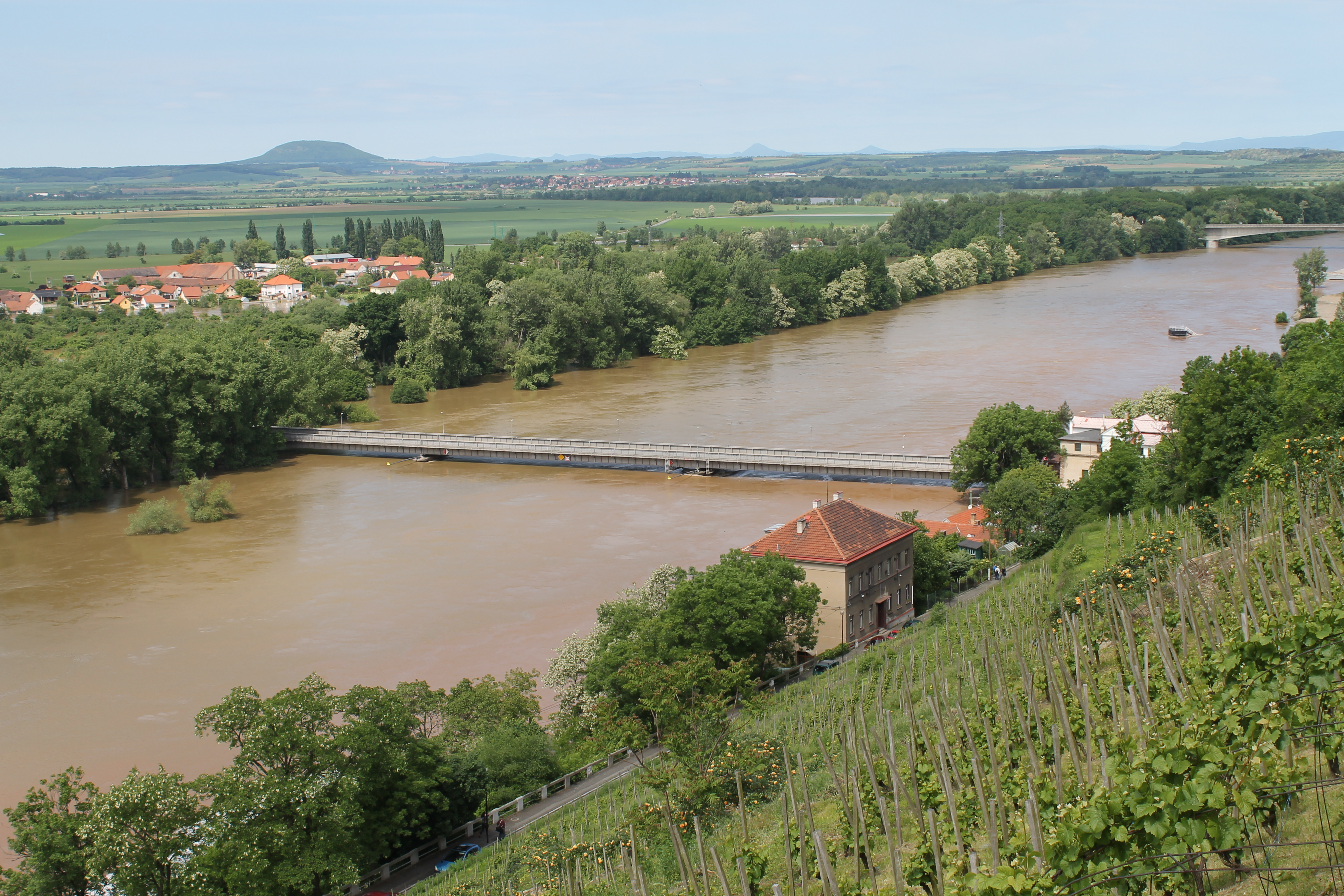
Most během povodně 2013

Po padesáti letech od výstavby prvního mostu, od března do prosince 1938, tak došlo k výměně nosné konstrukce (místo příhradové konstrukce trámový most), přičemž byly zachovány původní kamenné pilíře. Tato nová nosná konstrukce, která slouží dodnes, byla první celosvařovanou mostní konstrukcí na českém území a zhotovila ji mostárna ČKD Slaný. V roce 1975 se v pilíři na hořínském břehu objevila trhlina, most musel být provizorně podepřen a původní kamenný pilíř byl nahrazen novým betonovým o totožném průřezu. Roku 1986 byla opravena mostovka nad každým druhým příčníkem plastbetonem. Když byl v roce 1993 otevřen sousední Nový most na hlavní silnici I/16, starý most pozbyl svého dopravního významu a od té doby převádí pouze místní komunikaci.
Most přečkal i nápor povodně v roce 2002 a jelikož Labe protékalo jen 10 cm pod spodním lícem, uvažovalo se i o odstřelení mostu. Na počátku 21. století také zmizely zbytky dožilých ledolamů, most byl obecně ve špatném stavu, ocelová konstrukce byla prorezlá, neboť do ní zatékalo. V nosné konstrukci také došlo k zahnízdění holubů a mocnost holubího trusu v některých místech dosahovala i desítek centimetrů. Po povodni ze začátku června 2013 byla 20. 6. 2013 provedena mostní prohlídka, která klasifikovala stav mostu v kategorii V – špatný.
Od 3. 11. 2012 nese most jméno mělnického veslaře a olympionika Josefa Straky (1904–1976), na mostě byla odhalena i jeho pamětní deska.

### Rekonstrukce

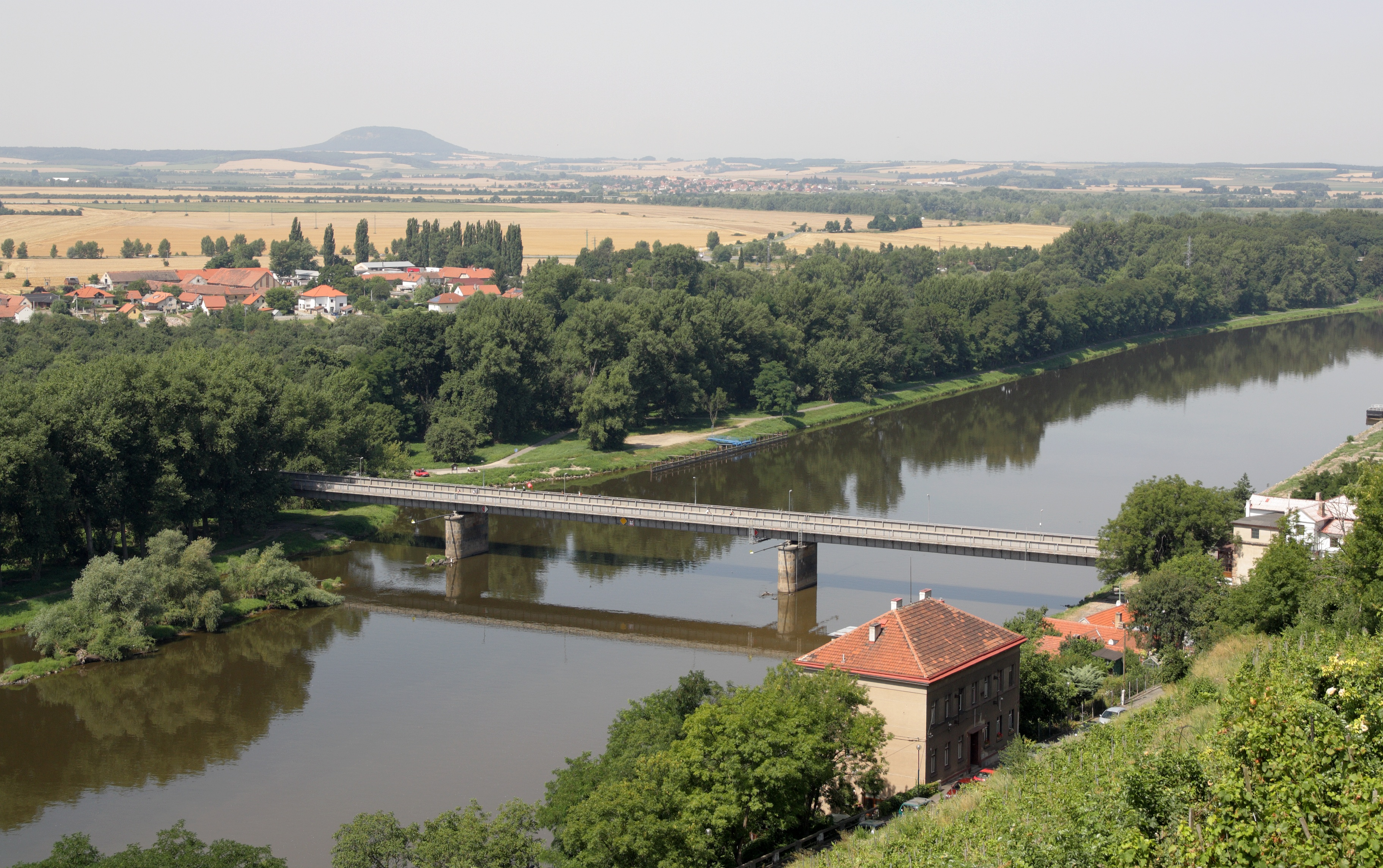
Pohled na most v roce 2013 (po povodních a před rekonstrukcemi)

V letech 2014 a 2017–2018 prošla stavba významnými rekonstrukcemi. Během první došlo nejprve k opravě spodní stavby, sanaci obou krajních opěr, křídel a pilířů mostu, přespárování zdiva, aplikaci protikorozní ochrany doplňkových ocelových konstrukcí mostu (ložiska, zábradlí, schodiště a revizní lávky) a stavbě nových ledolamů. Během druhé rekonstrukce došlo k opravě korodované nosné konstrukce, aplikace protikorozní ochrany (PKO) a výměně mostovky.
 Projektovou dokumentaci pro obě rekonstrukce vypracoval ing. Tomáš Míčka ze společnosti Pontex.
V roce 2014 oprava trvala od dubna do srpna, provedla ji společnost SaM Česká Lípa (Silnice a mosty Česká Lípa) a cena zakázky dosáhla podle smlouvy o dílo 8,9 milionu Kč, finální náklady se vyšplhaly na 9,7 milionu korun. Náklady byly částečně hrazeny z dotace ministerstva dopravy ve výši 5,8 milionu Kč na opravu povodňových škod po povodních z roku 2013. Technický dozor investora a koordinátora BOZP vykonávala společnost Garnets Consulting a.s.
Druhá, větší, rekonstrukce byla zahájena uzavřením mostu 12. 11. 2017, původně odhadovaná cena rekonstrukce 30 milionů Kč přesáhla nakonec 52 milionů korun, 50 milionu z toho bylo uhrazeno prostřednictvím Státního fondu dopravní infrastruktury (SFDI). Ačkoliv Ředitelství vodních cest (ŘVC) uvažovalo o zvýšení mostu kvůli podjezdné výšce umožňující plavbu i vyšším lodím, během této rekonstrukce k tomu nebylo přistoupeno. Dalších 700 000 Kč bylo investováno do instalace ochranných sítí proti hnízdění holubů ve spodní části nosné konstrukce. Během rekonstrukce v roce 2018 fungoval místo mostu pro pěší a cyklisty přívoz, za celou dobu provozu přepravil 52 000 lidí. Oproti předpokladu bylo na mostě nutné odstranit dodatečně přivařené ocelové desky ze 70. let 20. století a i proto se termín otevření mostu o několik týdnů posunul. Rekonstruovaný most byl slavnostně otevřen 16. 11. 2018 a počítá se, že rekonstrukcí byla životnost mostu prodloužena o dalších 50 let a po tuto dobu by se měl obejít bez zásadnějších zásahů.

## Poloha

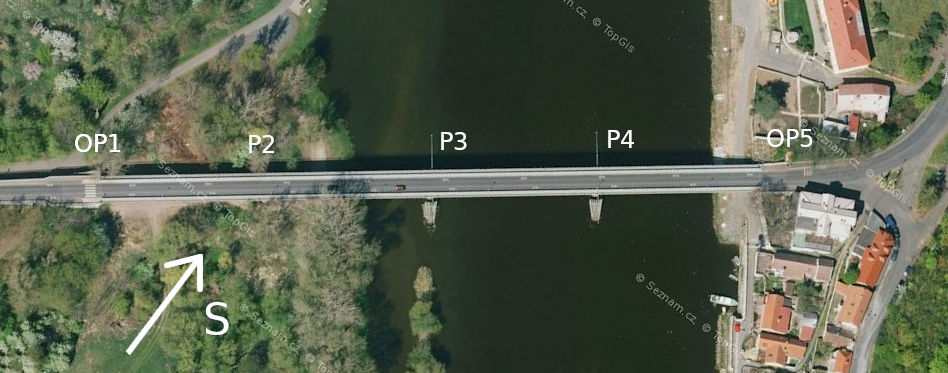
Letecký pohled s popsanými opěrami a pilíři

Most se nachází jihozápadně od centra města, nedaleko po proudu od soutoku Vltavy, hořínského plavebního kanálu a Labe na labském říčním kilometru 836,65 km. Most spojuje město Mělník na pravém, východním břehu Labe s obcí Hořín na levém břehu. Nachází se v katastrálních územích Mělník a Hořín, navazující úsek na levém břehu prochází skrz Hořínský park. Po mostě byla původně vedena trasa silnice I/16.
Most má celkem čtyři pole. Prvky spodní stavby jsou označeny s vzrůstající kilometráží (od Hořína k Mělníku) – opěra OP1 se nachází na levém břehu řeky, pilíř P2 stojí taktéž ještě na břehu, pilíře P3 a P4 jsou umístěny v říčním korytě a opěra OP5 stojí na pravém, mělnickém, břehu. Jako pravá strana mostu je označována návodní strana, povodní strana se nachází v levé části mostu. Ve třetím mostním poli (mezi pilíři P3 a P4) je vyznačena plavební dráha o výšce 6 m. Most nese označení Mělník-2, v době, když přes něj ještě vedla hlavní silnice, měl označení 16-016.
Směrem na Brozánky na most Josefa Straky navazuje mostek.

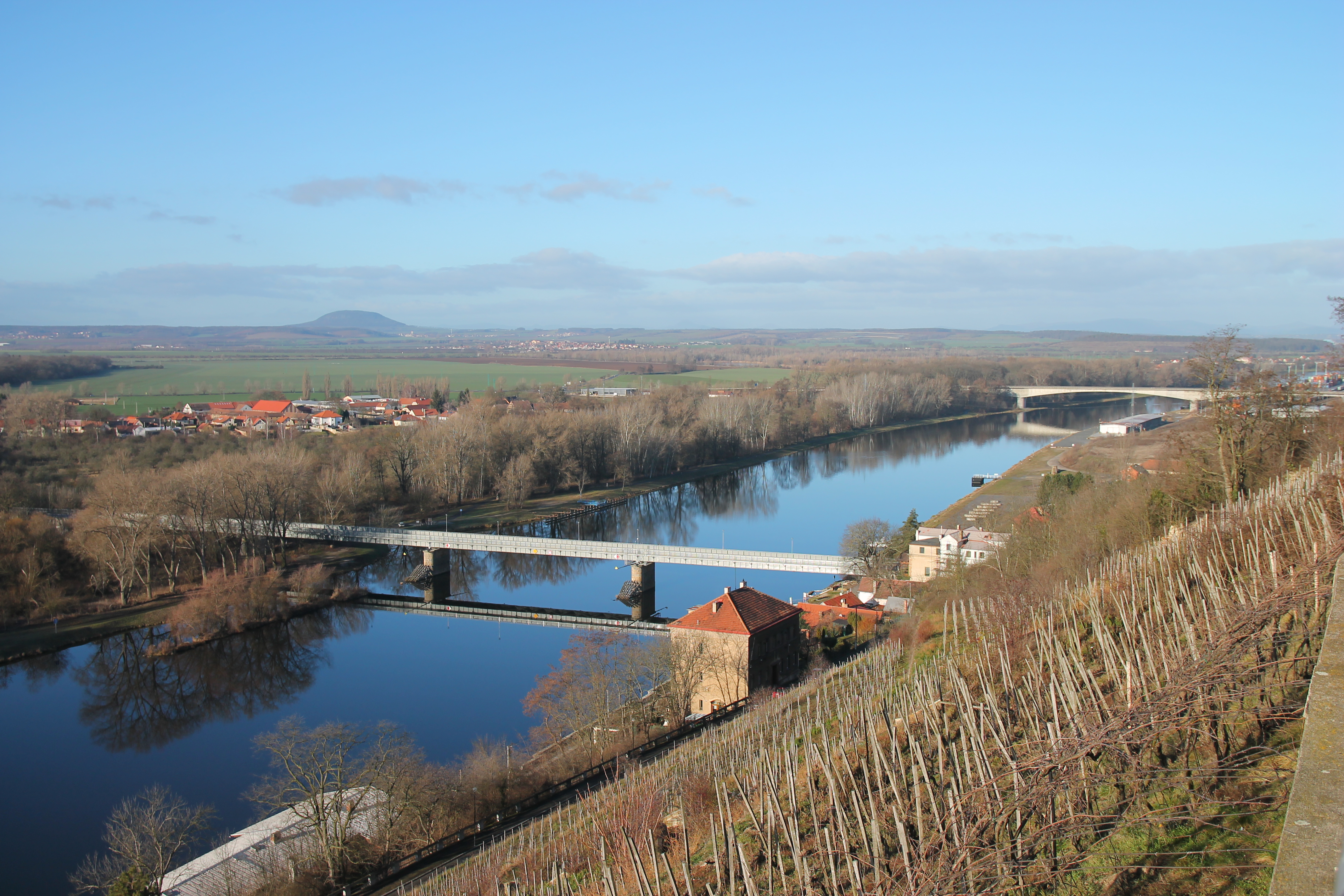
Oba mělnické mosty přes Labe (Starý a Nový)

## Popis

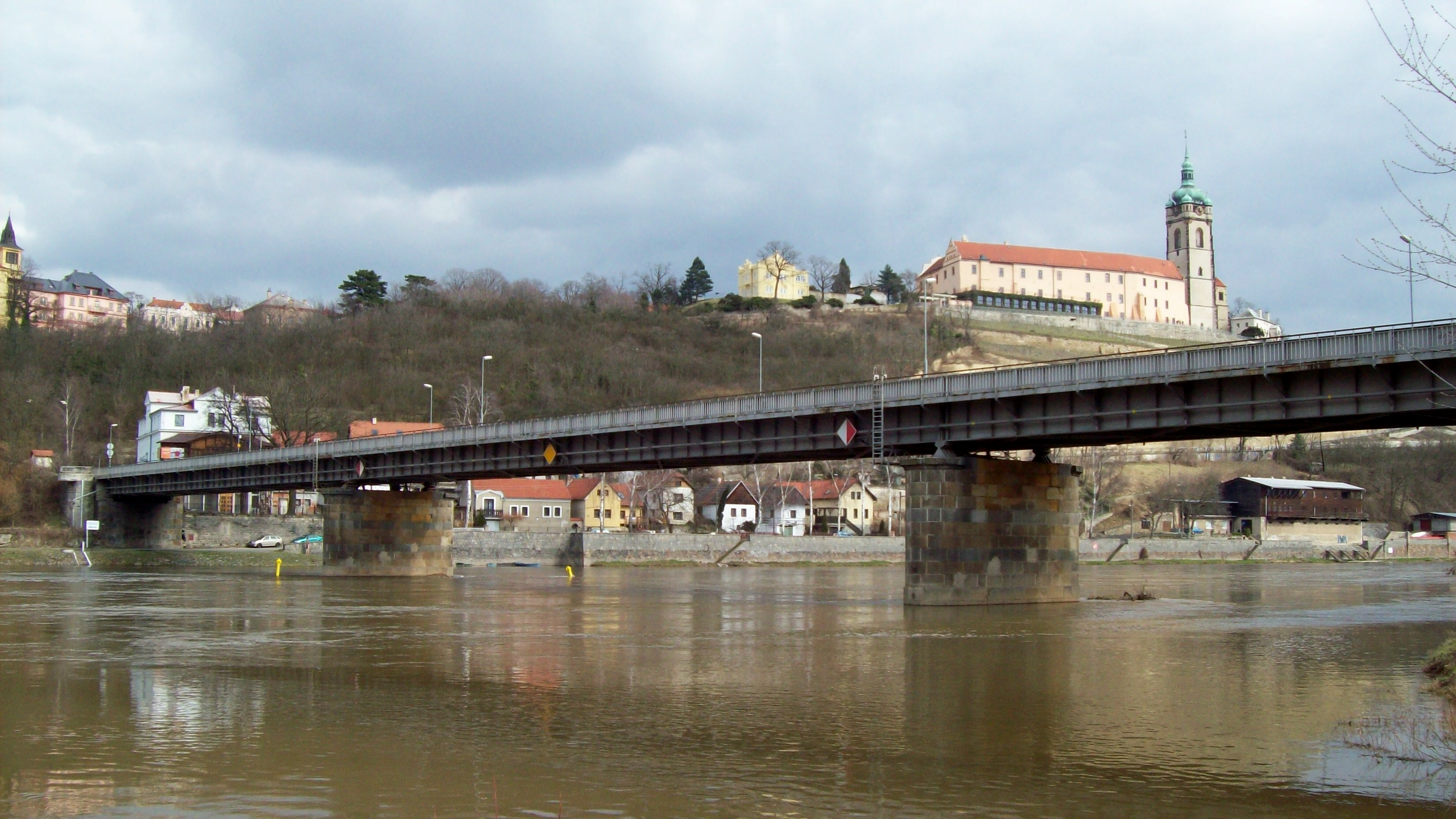
Severozápadní pohled na most

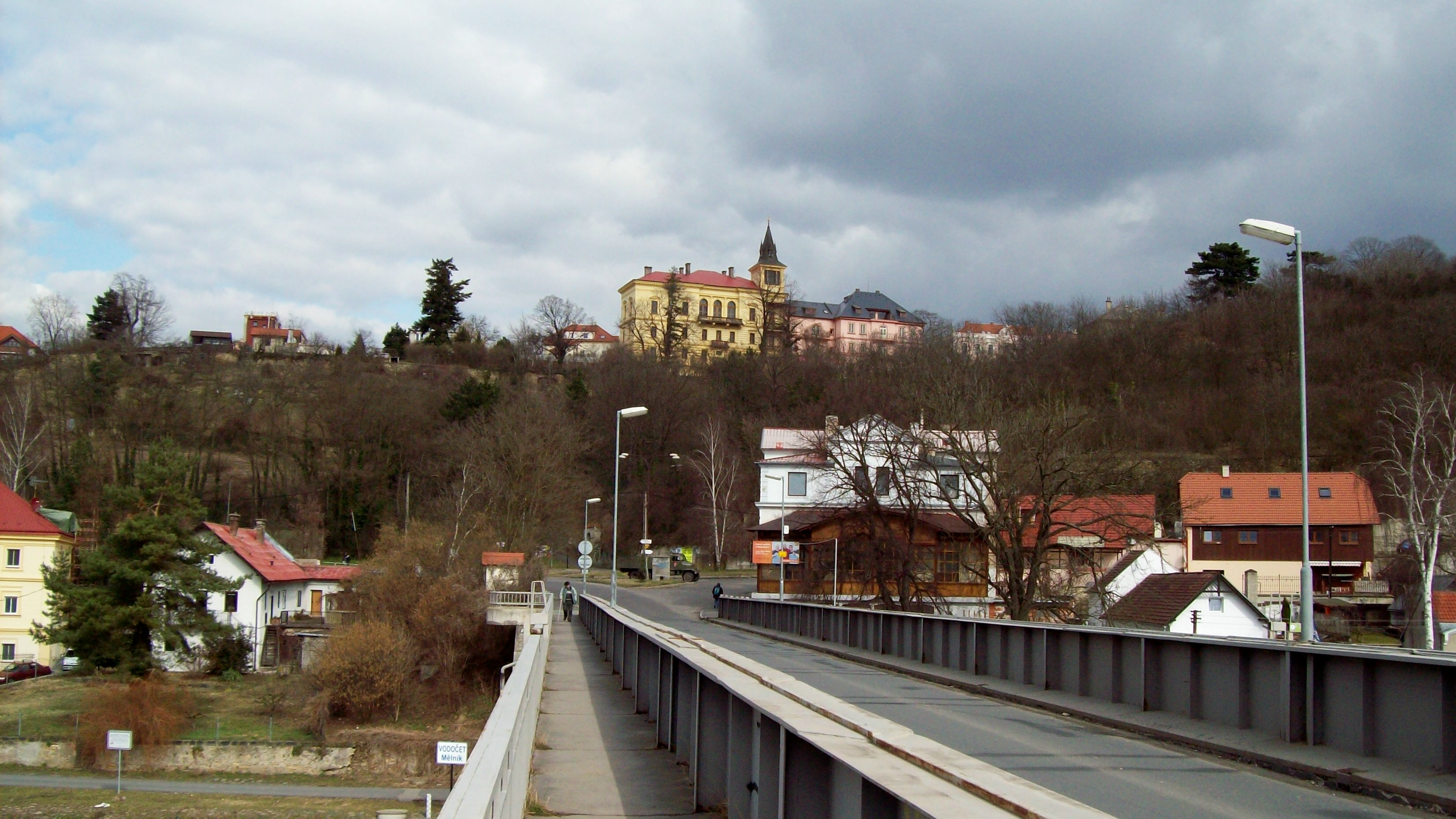
Západní pohled na most

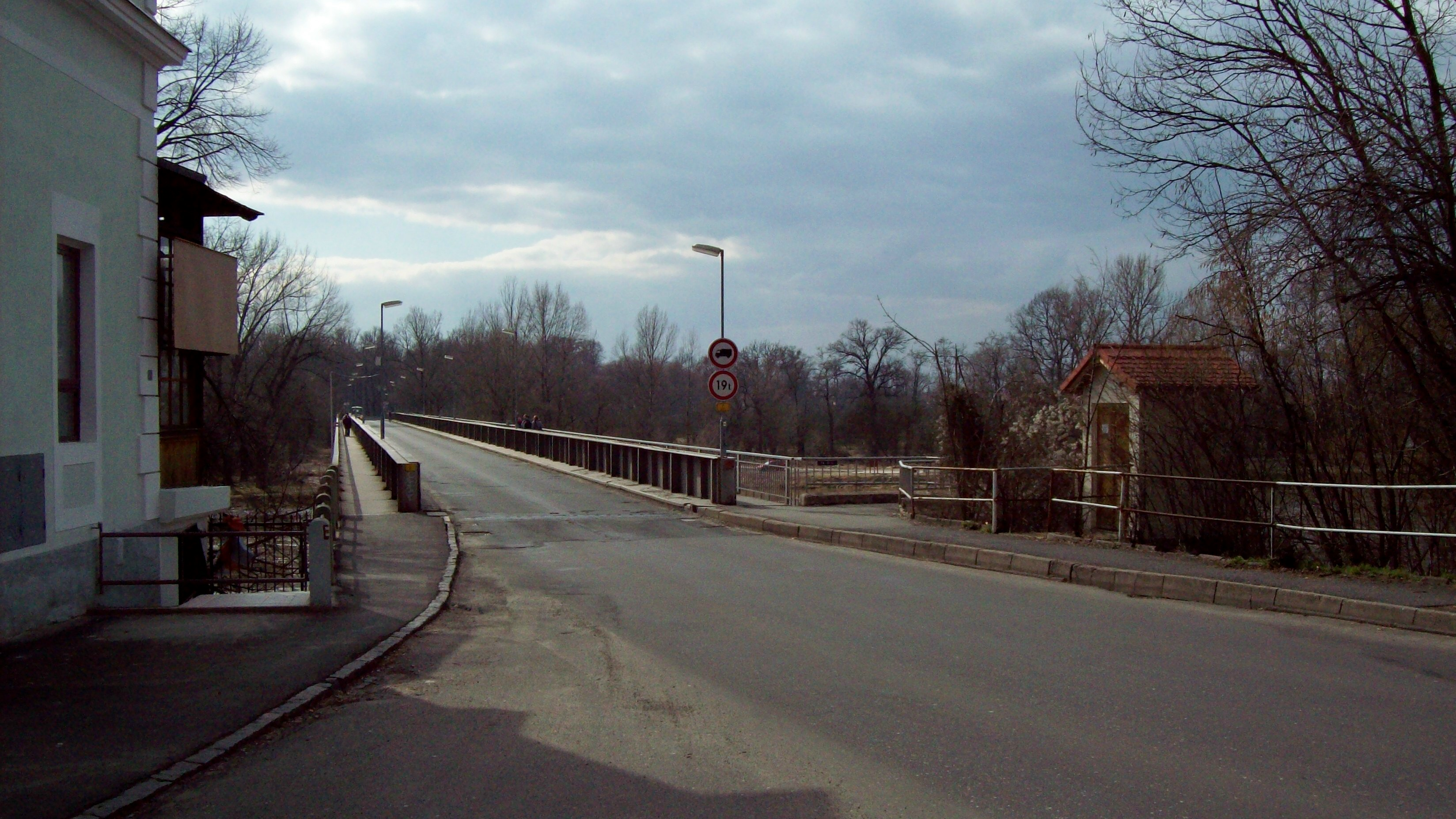
Východní pohled na most

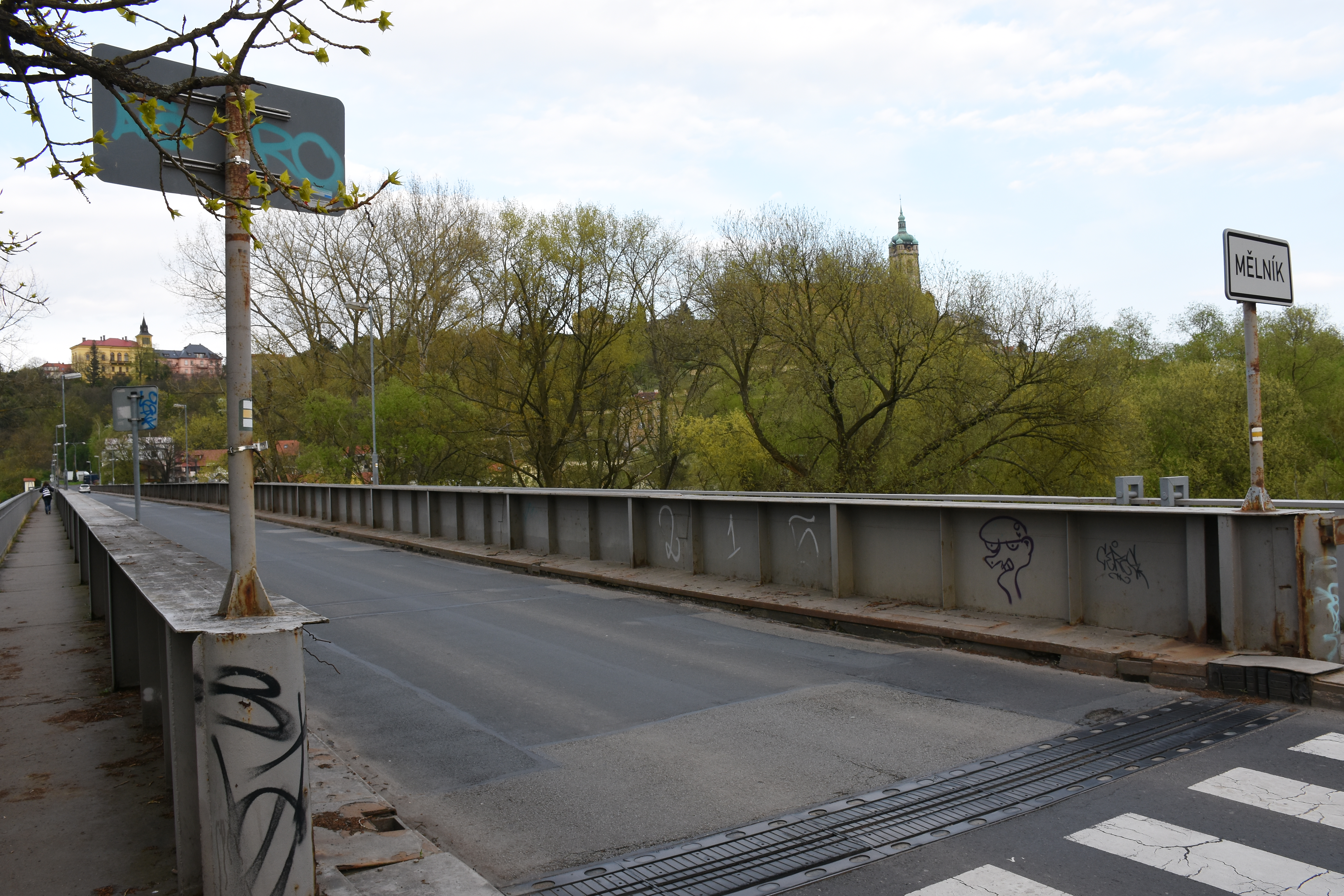
Hořínská strana s původními kobercovými mostními závěry

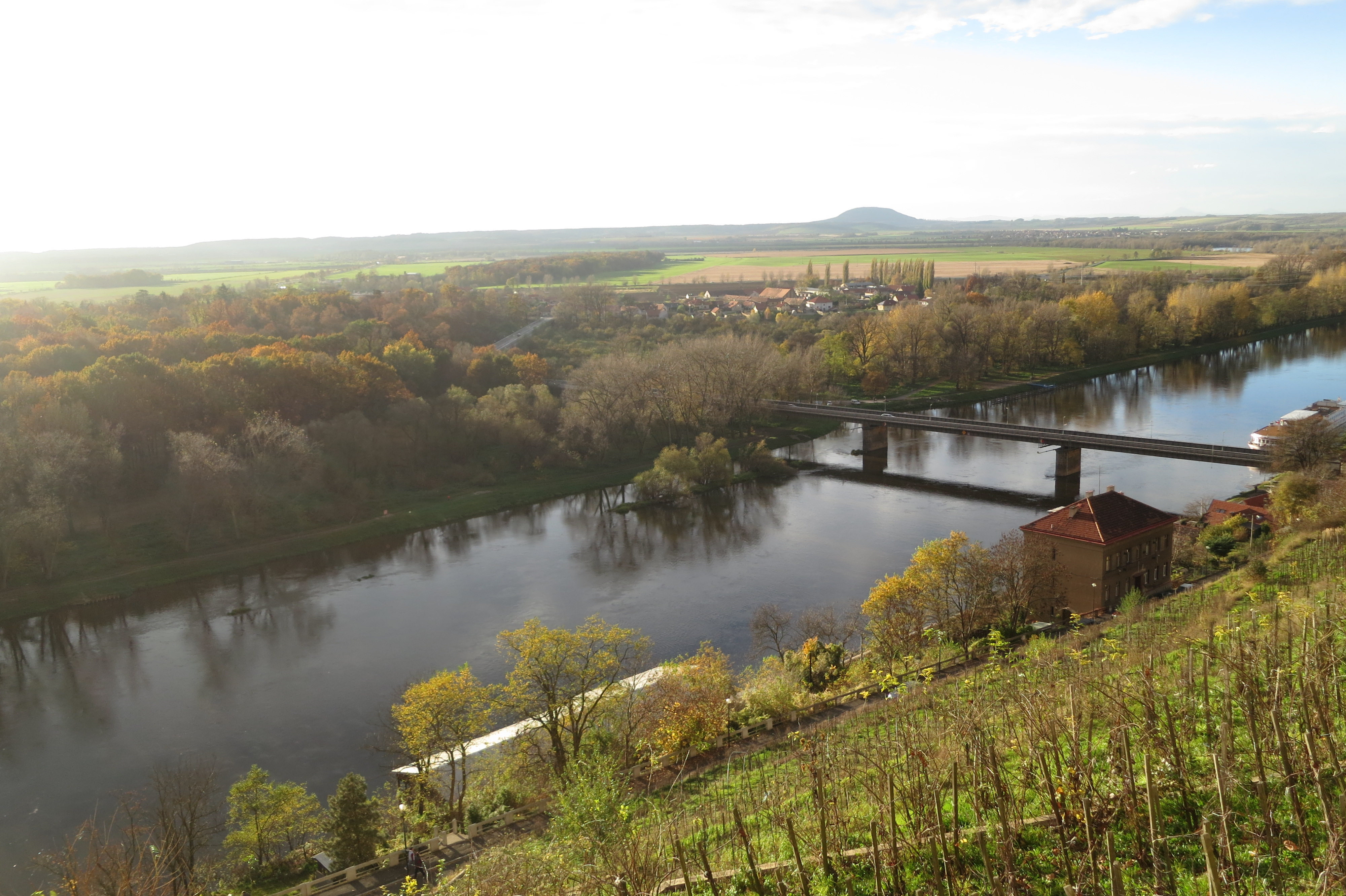
Pohled na most ze zámku

Most Josefa Straky může být charakterizovaný jako trvalý, nepohyblivý, trámový ocelový most s mezilehlou mostovkou. Most je přímý, kolmý s niveletou klesající s proměnným sklonem k hořínské straně, opěra OP1 leží v nadmořské výšce 164,81 m n. m., opěra OP5 v 165,24 m n. m. Na mostě je neomezená volná výška. Celková délka mostu činí 254 m, délka nosné konstrukce je 251,4 m a délka přemostění (mezi líci opěr) činí 249,1 m. Mostu i nosná konstrukce jsou široké 10,3 m, z toho šířka vozovky mezi obrubami činí 5,5 m a oboustranné chodníky mají každý šířku 1,25 m. Most má konstrukční výšku 3 m, stavební výška se pohybuje v rozmezí 1,833–1,891 m, celková plocha nosné konstrukce činí 2514 m². Jednotlivá pole mají rozpětí 62,3 + 63 + 63 + 62,3 m. Stav mostu je klasifikován v kategorii II – Velmi dobrý stav.
Spojitá nosná konstrukce je tvořena svařovanými plnostěnnými parapetními nosníky z oceli třídy C52. S nosnou konstrukcí je spřažena betonová deska. Spodní stavba je tvořena původními masivními kamennými opěrami a pilíři z roku 1888. Jelikož jde o první celosvařovanou mostní konstrukci na českém území, je most chráněn jako nemovitá kulturní technická památka.
Most je ve správě města Mělník.

### Základy a spodní stavba

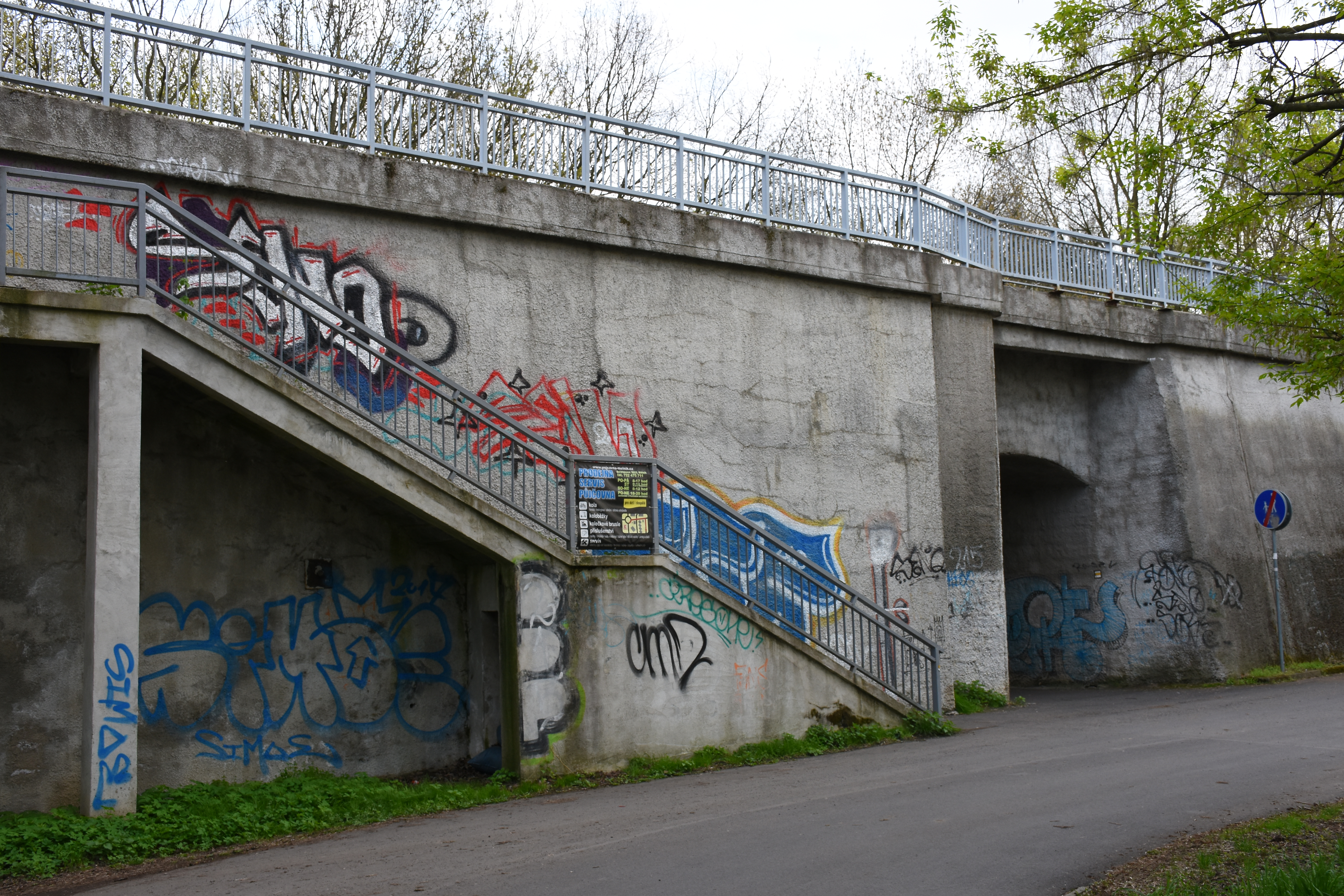
Schodiště

Přesný typ založení mostu není znám, předpokládá se ale plošné založení, případně je možná doplněné o dřevěný pilotový rošt. Geotechnické podmínky v místě mostu jsou odhadovány podle průzkumu v blízkých místech: na povrchu se nacházejí říční naplaveniny tvořené písčitou hlínou o mocnosti kolem 3 m, níže je položen písčitý štěrk s valouny, v hloubce 17 m se nacházejí slínovce.
Spodní stavba mostu je masivní, je tvořena opěrou a pilíři.
Dva pilíře oválného průřezu z žulových kvádrů se nacházejí v korytě řeky, částečně betonový pilíř stejného průřezu stojí na levém břehu.
Spodní stavbu doplňuje schodiště na předpolí mostu za opěrou OP1 na levé straně mostu.

### Nosná konstrukce
Nosná konstrukce mostu je tvořena dvojicí hlavních plnostěnných parapetních ocelových nosníků. Tyto nosníky mají výšku 3000 mm, šířka jejich pásnic činí 523 mm, tloušťka pásnic je odstupňovaná v závislosti na statickém namáhání nosníků – uprostřed polí jsou 13 mm silné, maximální tloušťka činí 71 mm – nad podporami je tato tloušťka zvětšena ještě o 20 mm. Osová vzdálenost nosníků činí 7000 mm, oba jsou vyztuženy výztuhami z plechu P6 (tloušťky 6 mm). Po každých 4,5 m jsou ve spodní části propojeny kolmými příčníky o výšce 1095 mm, které se skládají z dvou rozříznutých polovin nosníku I 38d, ke kterým je uprostřed přivařen plech tloušťky 12 mm. Během rekonstrukce byly vyříznuty korodované spodní části příčníku v délce maximálně 2,5 m pod vnitřního líce hlavních nosníků, tyto části byly nahrazeny polovinami profilu IPN 380 a plechy z oceli třídy S355 J2G3, který se tvarově nejvíce podobal původnímu I 38d. Na příčnících spočívají podélníky o průřezu IPN 340 s trojúhelníkovými výztuhami – během rekonstrukce došlo k náhradě korodovaných částí prvky a plechy z oceli třídy S235 J2G3. Na podélníky byla při rekonstrukci v roce 2017 navařena přerušovanými koutovými svary perforovaná spřahovací lišta tloušťky 12 mm. V liště se nacházejí každých 160 mm otvory o průměru 60 mm, které umožňují protažení betonářské výztuže skrz otvory. Výška lišty nad prostředním podélníkem je 130 mm, nad krajními podélníky má 100 mm. Nosná konstrukce je s příčníky propojena lichoběžníkovými výztuhami.
Původní prvky celosvařovaná konstrukce jsou zhotoveny z oceli vyšší pevnosti třídy C52 (ta má minimální mez kluzu fy = 360 MPa, minimální mez pevnosti fu = 520 MPa a dovolené namáhání prvků na tah, tlak a ohyb je rovno 195 MPa). Během rekonstrukce došlo k lokálním výměnám a opravám hlavních nosníků, příčníků, podélníků i jejich výztuh, na výměnu byla použita převážně ocel třídy S355 J2G3.
Na ocelové části konstrukce je aplikován protikorozní nátěr šedé barvy, který je tvořen epoxidovým ochranný povlakem s obsahem zinku 80 % a tloušťce 80–140 μm.
Mostovku tvoří železobetonová spřažená deska o tloušťce 200 mm a šířce 6 m z betonu třídy C30/37 XF2, u něhož bylo považováno omezení smrštění. Je vyztužena betonářskou výztuží třídy B 500B, nad podélníky jsou v desce zřízeny nálitky o maximální tloušťce 265 mm. Betonová deska má střechovitý sklon 2,5 % a v místě odrazných proužků je zřízen protisklon 4 %. Na desku mostovky jsou nabetonovány svislé odrazné proužky o šířce 235 mm, šířka mezi odraznými proužky činí 5,53 m. Betonáž byla provedena šachovnicovitě úsecích délky 9 m (objem betonáže činil 348 m³); nad pilíři v mostovce byly zřízeny vrubové klouby (ty se betonovaly nakonec). Beton byla na stavbu dopravován po vodě, betonáž byla provedena pomocí čerpadel. V místech pracovních a smršťovacích spár byla betonářská výztuž ošetřena protikorozní ochranou – epoxidovou maltou tloušťky 80 μm v délce 100 mm na každou stranu od spáry. Krycí vrstva mostovky má tloušťky cnom = 55 mm, cmin = 45 mm.
Železobetonové desky chodníků mají na každé straně šířku 1505 mm a tloušťku 110 mm s jednostranným sklonem 2,5 %, podél parapetního nosníku je spád navýšen na 5 %, aby umožnil odtok srážkové vody od ocelové konstrukce. Desky jsou zhotoveny z betonu třídy C 30/37 XF4 (objem betonáže 87 m³), jedná se o vláknobeton s přidanými polypropylenovými (PP) vlákny. V chodnících je uložena jedna vrstva betonářské výztuže uprostřed tloušťky, krycí vrstva desky chodníku má tloušťky cnom = 45 mm, cmin = 35 mm. Ze vzhledových důvodů byl do desek proveden vsyp křemičitého písku, který překryl přímo pojížděnou izolaci tloušťky 5 mm.
Celá nosná konstrukce má hmotnost 128 tun.

### Ložiska a mostní závěry
Mostní ložiska jsou ocelová, na všech opěrách a pilířích se nachází vždy dvojice ložisek – pod každým z hlavních nosníků jedno. Na opěrách OP1 a OP5 a na pilířích P2 a P4 se jedná o ložiska posuvná, na pilíři P3 se nachází dvojice pevných ložisek.
Původní kobercové mostní závěry byly vyměněny za lamelové umožňující dilataci ±100 mm, na chodnících jsou dilatační spáry překryty ochrannými plechy s protikorozní ochranou.

### Vozovka a chodníky
Původní živičná vozovka o tloušťce 140 mm a železobetonová deska 150–170 mm silná byly při rekonstrukci nahrazeny za zmíněnou spřaženou desku a vozovku z asfaltového betonu ACO 11+ tloušťky 45 mm na mastixovém asfaltu MA 11 o tloušťce 40 mm.
Vozovka na předmostí má složení SMA 11+, ACL 16+ a ACP 16+ – mezi nimi je aplikován spojovací a infiltrační postřik. Délka úpravy činí před opěrou OP1 8 m a před OP5 4 m.

### Mostní příslušenství
Mostní příslušenství tvoří:
- Ocelové zábradlí[1]

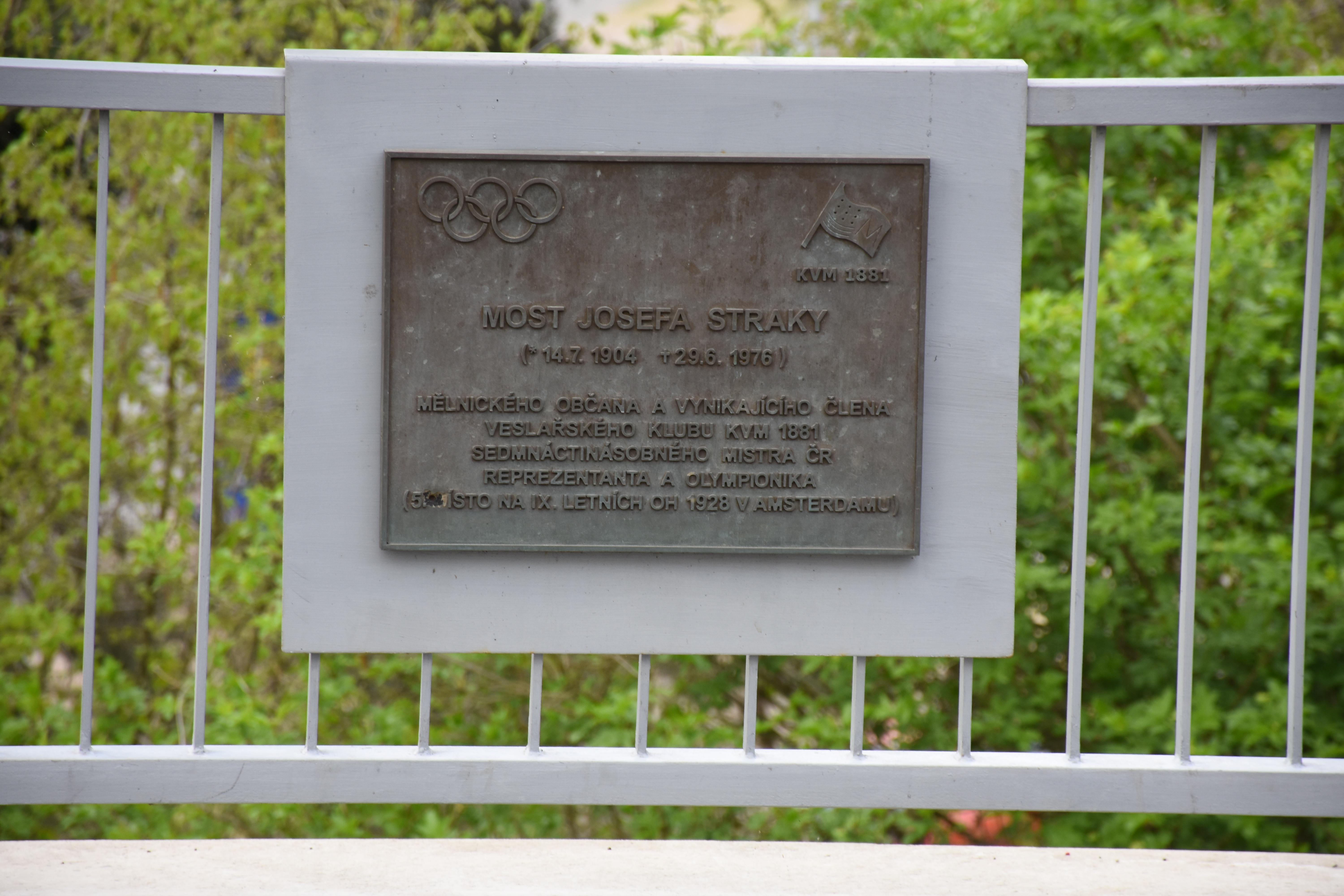
J. Straka – pamětní deska

- Osvětlení – vystřídaná soustava světelných míst; trubkové stožáry KL5 – přivařeny na ocelovou nosnou konstrukci; napájecí kabel CYKY 4×10 mm² (na horní pásnici + kryt); napájení od OP5, tam se nachází i svorkovnice; kabely pro každou stranu vedou odděleně až do rozvodné skříně umístěné v křižovatce ulic K Mostu a Plavební
- Odvodnění
- Pamětní deska Josefa Straky na levém zábradlí na předmostí u opěry OP5.

Na spodním líci nosné konstrukce jsou instalovány ochranné sítě zamezující hnízdění holuba domácího v členitém prostoru mezi příčníky, podélníky a ztužidly.

### Ledolamy
Původní profily ledolamů průřezu U 240 byly zkorodované – během rekonstrukce došlo k jejich odstranění a vyčištění prostoru. Bylo též provedeno vyspravení původní klínované dlažby, položení středně těžkého kamenného záhozu a uložení ochranných břeven na kamennou rovnaninu. Nově jsou ledolamy tvořeny zaberaněnými profily průřezu HEB 240 z oceli třídy S355 s barevným nátěrem. Na ocelové profily jsou připevněny dřevěné prvky z dřeva zbaveného kůry jakosti SI. Nové ledolamy tvarově odpovídají původním nedochovaným.

### Revizní lávky
Most je vybaven podvěšenými pojízdnými servisními a revizními lávkami. V každém mostním poli se nachází jedna taková lávka, u které je umožněn pojezd po madlech zábradlí, díky kterému se dá vykonat revize spodní části nosné konstrukce mostu, případně provést její dílčí opravy a údržbu.
Během rekonstrukce mostu v roce 2014 byly odstraněny hnijící dřevěné podlážky, došlo k odstranění protikorozní ochrany (PKO), výměně spojovacího materiálu – nový materiál je žárově zinkovaný z třídy 6.8. Dále byla provedena výměna korodovaných prvků, obnova svarových spojů, aplikace PKO a promazání pohyblivých prvků. Nové dřevěné podlážky jsou zhotoveny z dřevěných prken třídy C24. Celková šířka podlážek činí 775 mm, tvoří ji svrchní prkna tloušťky 20 mm a šířky 125 mm, která jsou přitlučena na příčná prkna stejné tloušťky a šířky 80 mm. Mezi všemi prkny je mezera 5–10 mm, prkna jsou chemicky ošetřena dlouhodobým máčením.

### Cizí zařízení
Na mostě se nachází cizí zařízení:
- sloupy veřejného osvětlení (na horním líci parapetních nosníků), přívod elektrické energie k nim je řešen upevněním k horním pásnicím parapetních nosníků, vede od OP5
- VTL plynovod (RWE) na krakorcích na vnější straně levého nosníku (mezi P2 a OP5)
- vedení metalické sítě CETIN (OP1–OP5) – kotveno k spodnímu líci pravého chodníku
- varovný systém VI~SO
- plavební znaky, přívod elektrické energie od OP5
- pamětní desky s maximálními průtoky povodní

K hornímu líci pilířů P3 a P4 na obou stranách mostu jsou připevněny radarové odražeče pro říční plavbu, skládají se z 11,8 m dlouhých tyčí zakončených tvarovanými plechy. Na pilíři P4 je umístěna vodočetná lať, druhá se nachází na levém křídle opěry OP5, tam je též umístěn radarová limnigrafická stanice ČHMÚ.

### Zatížitelnost
Po rekonstrukci byla stanovena zatížitelnost mostu podle ČSN 73 6222 následovně: zatížitelnost normální je 13 t, výhradní 27 t, výjimečná 82 t, nicméně se nedoporučuje most využívat pro přepravu nadměrných nákladů.

## Odraz v kultuře
Podoba původního příhradového mostu je zachycena ve filmu Pozdní láska (1935).